# Bộ San hô cứng
Bộ San hô cứng hay San hô đá (danh pháp khoa học: Scleractinia) là các loài san hô có khung xương cứng. Chúng xuất hiện đầu tiên vào Kỷ Trias giữa và là hậu duệ của san hô tabulata và rugosa sống sót vào cuối kỷ Permi. Phần lớn các rạn san hô hiện đại được hình thành từ các loài scleractinia. Số loài san hô đá được dự báo là giảm do ảnh hưởng của biến đổi khí hậu.

## Các họ
Các họ trong bộ này gồm:
- Acroporidae
- Agariciidae
- Anthemiphylliidae
- Astrocoeniidae
- Caryophylliidae
- Dendrophylliidae
- Euphyllidae
- Faviidae
- Flabellidae
- Fungiacyathidae
- Fungiidae
- Gardineriidae
- Guyniidae
- Meandrinidae
- Merulinidae
- Micrabaciidae
- Montlivaltiidae †
- Mussidae
- Oculinidae
- Pectiniidae
- Pocilloporidae
- Poritidae
- Rhizangiidae
- Schizocyathidae
- Siderastreidae
- Stenocyathidae
- Trachyphylliidae
- Trochosmiliidae
- Turbinoliidae

## Hình ảnh

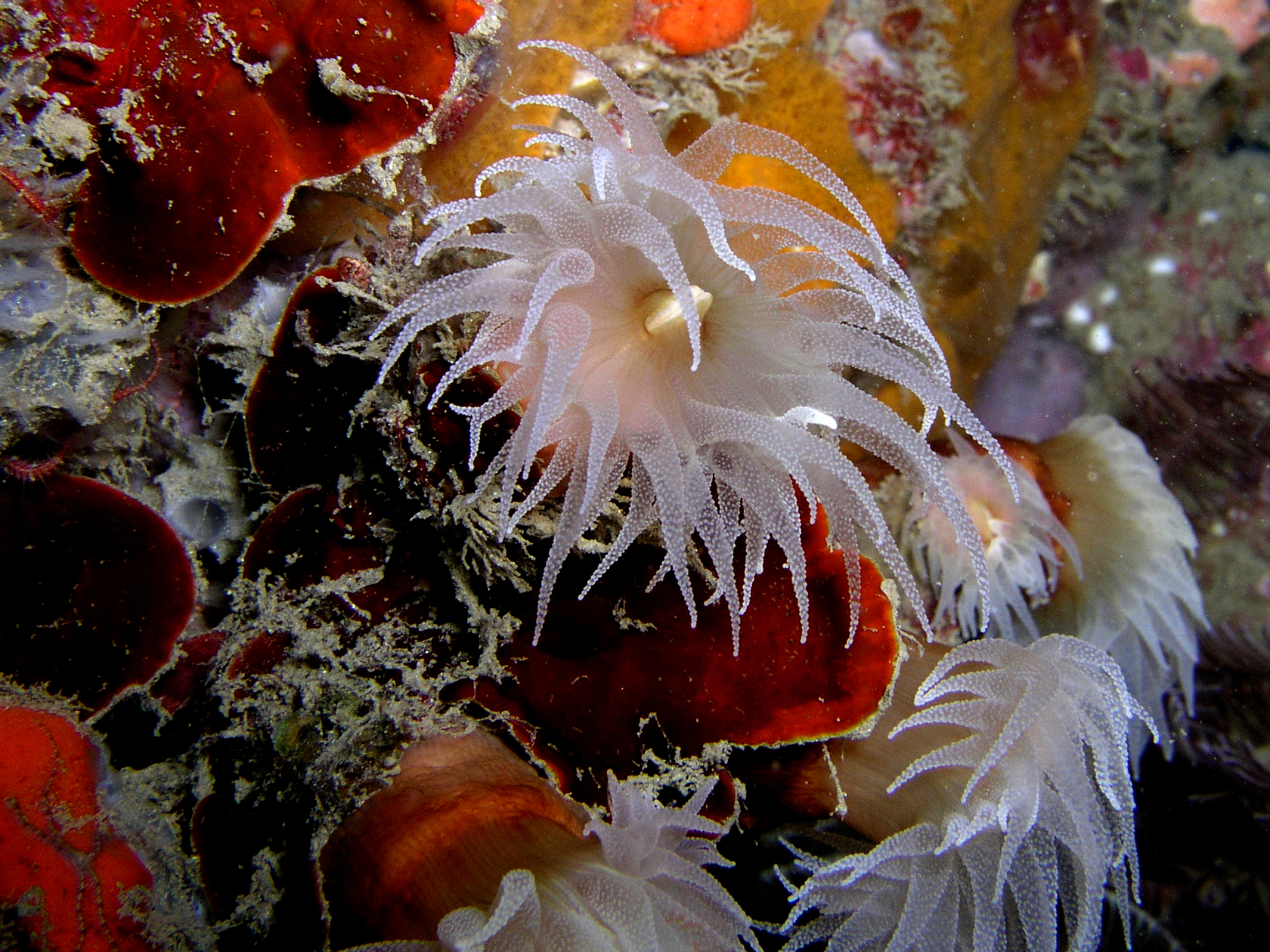
San hô ở Đông Timor
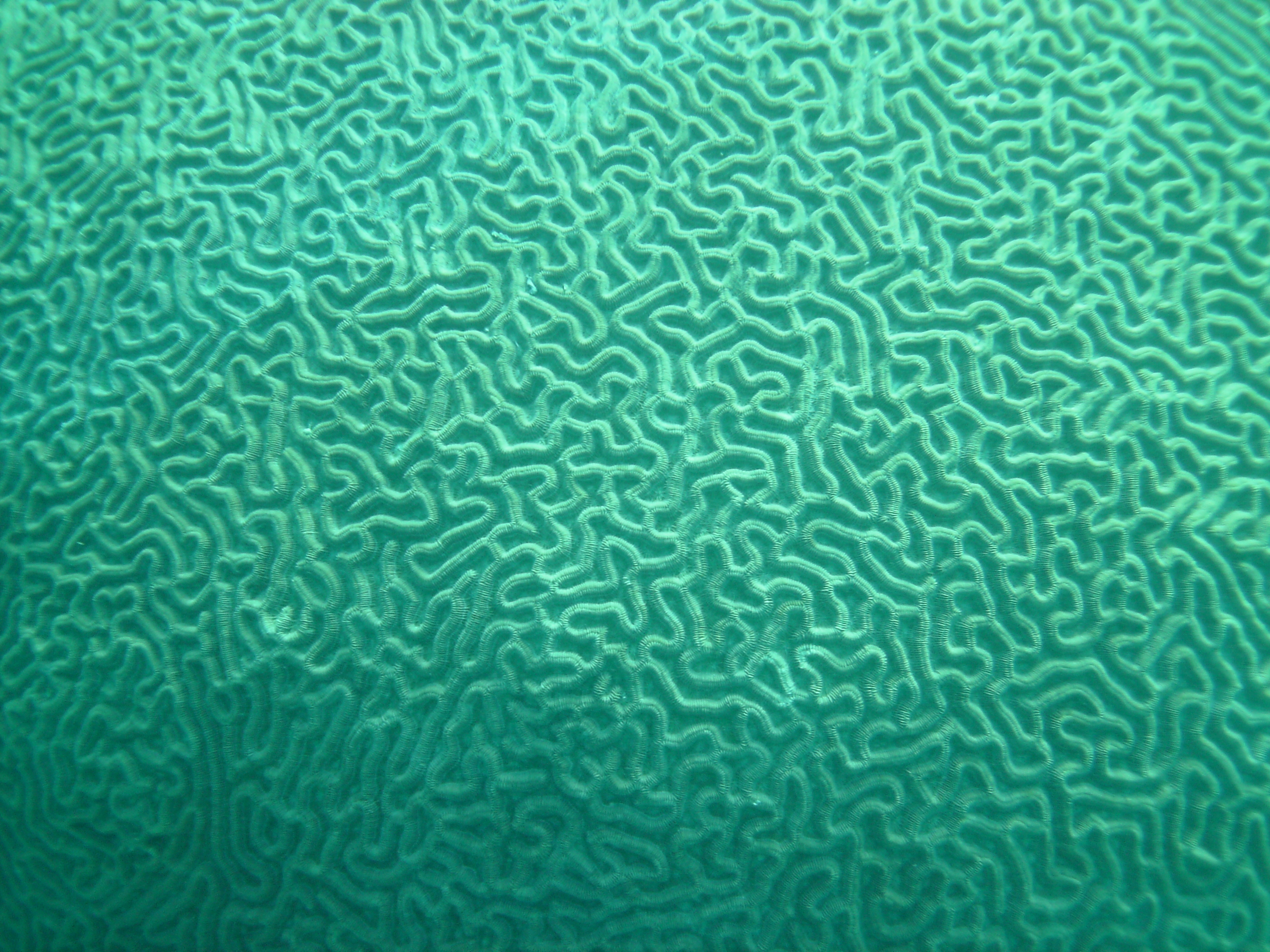
Cận ảnh loài Diploria strigosa Florida Keys
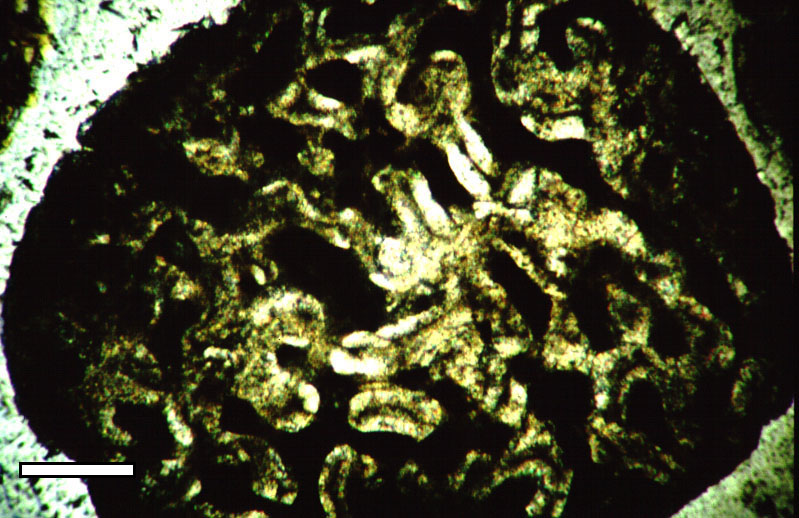
Mẫu lát mỏng của san hô Scleractinia tuổi Holocene ở Rice Bay, Đảo San Salvador, Bahamas. tỉ lệ 100 micromet.